# Enrique Granados Gal
Enrique Granados Gal, nadador olímpico español, (12 de julio de 1897, Ripollet, Barcelona-27 de julio de 1953, Barcelona).
Nadador español, hijo del compositor de música Enrique Granados y padre del también nadador olímpico, Enrique Granados Aumacellas. Sus padres murieron ahogados en un trágico accidente en el océano Atlántico.
Fue campeón de España de natación de 100 metros libres en 1923, y nadó por primera vez en España en estilo crol.
Pero fue con el waterpolo con la que compitió en los Juegos Olímpicos de 1920 y en 1924.